# Кухарський Віталій Михайлович
Кухарський Віталій Михайлович (нар. 19 липня 1972, Гряда) — проректор з науково-педагогічної роботи та інформатизації Львівського національного університету імені Івана Франка, кандидат фізико-математичних наук, доцент кафедри прикладної математики, один із засновників та член правління громадської організації «Лабораторія Ідей»

## Біографічні відомості
Народився 19 липня 1972 с. Гряда Жовківського району Львівської області в сім'ї службовців. 
У 1979 році вступив до першого класу Грядівської восьмирічної школи, у 1987 продовжив навчання в Зашківській середній школі, яку закінчив у 1989 році із золотою медаллю.
З 1989 до 1994 року навчався у Львівському державному університеті імені Івана Франка на факультеті прикладної математики. Отримав диплом про вищу освіту за спеціальністю «Прикладна математика».
У 1994 році почав працювати у Львівському державному університеті імені Івана Франка на посаді інженера науково-дослідної частини, з 1995 до 1997 року — на посаді молодшого наукового співробітника, з 1997 до 2001 року — на посаді завідувача лабораторії інформаційних технологій.
У 2001 році захистив кандидатську дисертацію за спеціальністю 01.05.02 — Математичне моделювання та обчислювальні методи в Інституті прикладних проблем механіки і математики ім. Я. Підстригача НАН України. Кандидат фізико-математичних наук. Науковий керівник — професор Ярема Савула. Тема дисертації: «Чисельне дослідження задач адвекції-дифузії у середовищі з тонкими неоднорідностями».
З 2001 до 2009 року працював на посаді старшого наукового співробітника Львівського національного університету імені Івана Франка.
У 2006 році здобув вчене звання старшого наукового співробітника (01.05.02 — Математичне моделювання та обчислювальні методи).
З 2009 до 2014 року працював доцентом кафедри прикладної математики Львівського національного університету імені Івана Франка.
У 2008 році здобув вчене звання доцента кафедри прикладної математики Львівського національного університету імені Івана Франка.
З 2014 року — проректор з науково-педагогічної роботи та інформатизації Львівського національного університету імені Івана Франка.

Наукові стажування
- 06.2024 - Університет прикладних наук Каринтії, Австрія. Digital Transformation for Supporting Next-Generation Labour

- 10.2024 - Страсбурзький університет, Франція. Networking of Universities for improved management capabilities and new developments. Best practices of the University of Strasbourg and the EPICUR Alliance
- 08.2024 - Університет Фоджі, Італія[en]
- 04.2024 - Harokopio University, Греція[en]. Development of the Model and Common Information Space of Virtual Exchange Programs
- 11.2023 - Вроцлавський університет науки і техніки, Польща. Microcredentials for Virtual Exchange Programmes. Problem based learning. Generation Z-Target Group of Participants in Virtual Exchange Programmes.
- 09.2023 - Університет Фоджі, Італія.[en] International students adaptation and Integration.
- 05.2023 - Bavarian Academic Center for Central, Eastern and Southeastern Europe (BAYHOST)
- 11.2021 - Нідерландська Бізнес Академія, Нідерланди. International and Cultural Skills.
- 10.2021 - Ганноверський університет імені Готфріда Вільгельма Лейбніца, Німеччина. Background Knowledge of Internationalisation. Competences on Management of Internationalisation. Soft Skills. Management Skills. Practical Experience
- 11.2018 - Ягеллонський університет, Польща."Innovation university: communication strategy and cooperation school university". Communication strategy at Poland universities, external and internal communication. Marketing: experience of Poland universities, diﬀerent strategy to promote university brand and studying programs, admission company. Ways to cooperation university and school.
- 03.2019 - Бізнес-школа УКУ (LvBS), Україна.“University management. Leadership programme” University as a system. Leadership in a time of changes. Strategic thinking and marketing. Project management. Finance. HR and teamwork
- 03.2018 - Львівський національний університет імені Івана Франка, Україна. Modern challenges of management and business psychology.
- 11.2017 - National Oﬃce Erasmus+UA, Україна. To know and understand new approaches to the management of higher education, ensuring the quality of higher education. Implement teaching and learning in the context of ensuring the quality of higher education
- 07.2016 - Університет Кобленц-Ландау, Німеччина[en]. Quality Assurance in Higher Education
- 07.2013 - Університет Кобленц-Ландау, Німеччина.[en] System Analysis and Mathematical Modeling. Learning Outcomes. University IS. IT in Education. ERP Systems
- 07.2010 - Університет Кобленц-Ландау, Німеччина.[en] E-Government. Virtual Goods - Business Support and Digital Rights Protection. International Economics
- 04.2010 - Технічний університет м. Кошице, Словаччина. EU E-Government Projects at Technical University of Kosice. Information Systems at the Technical University of Kosice. Overview of Security Threads. Introduction to DataWarehousing. Providing connectivity to citizens
- 11.2009 - Сумський державний університет, Україна. Methodological aspects of distance learning system operation. Approaches to development of electronic courses. Structure of electronic studying materials. Practical use of distance learning system. Distant courses introduction and maintenance
- 11.2009 - Університет Марії К'юрі-Склодовської, Люблін, Польща. E-Learning Techniques, Methods and Application. Designing E-Learning (Methodology, Authoring Tools, Platforms). E-Learning Solutions. IT Systems for Local Government. Organizational Aspects of E-Learning.
- 07.2009 - Університет Кобленц-Ландау, Німеччина.[en] E-government. Strategic Network Management. Research Methods in Information Systems.

## Науковий доробок
Наукові інтереси:
- Комп'ютерне моделювання та числовий аналіз задач екології, тепло-масоперенесення у неоднорідних середовищах.
- Метод скінченних елементів.
- Інформаційні технології в освіті, E-learning.
- Управління IT-проектами.

Основні наукові праці.
Автор 42 публікацій 21 стаття, 19 тез конференцій, 1 навчальний посібник з грифом МОН України та 1 тексти лекцій. Деякі з них:
- O. Zanevych, V. Kukharskyy. About solving the timetable problem using a genetic algorithm // Lviv University Visnyk. Applied Mathematics and Informatics Series. – 2019. - №27. – P.133-146 (in Ukr.)
- V.Kukharskyy, O.Oseredchuk. Electronic textbook in HEIs: from idea to implementation. Bulletin of Lviv Polytechnic National University. Series of Informatization of HEIs (in Ukr.)
- Kryven, V. Kukharskyy, Ya. Savula. Stabilization with residual-free bubbles for advection- dominated transport equations // arXiv:1604.03781v1 [math.NA]. Cornell University - 13 Apr 2016, P. 1-11
- WEBOMETRICS ia s challenge or a tool for the University: modelling the growth dynamics of Rating indicators // Lviv University Visnyk. Applied Mathematics and Informatics Series. – 2016. - №24. – P. 101-109 (in Ukr.)
- V. Kukharskyy, I. Ursul THE TECHNOLOGY OF SOFTWARE DEVELOPMENT FOR TYPICAL SUBSYSTEM OF UNIVERSITY INTEGRATED MANAGEMENT INFORMATION SYSTEM Lviv University Visnyk. Applied Mathematics and Informatics Series. – 2015. – №23. – P. 108-118. (in Ukr.)
- Кухарська Н., Кухарський В. Загрози безпеці дітей у соціальних мережах // Безпека інформації. –Національний авіаційний університет. – Київ. - 2014.-Том 20, N2 – С.169-175
- Кухарський В., Савула Я., Кривень І. Модифікований метод залишково-вільних бульбашок для розв’язування задач адвекції-дифузії з великими числами Пекле // Вісник Львівського університету. Серія прикладна математика та інформатика. – 2013. – Вип. 20. – С. 85-94
- Кухарська Н.П., Кухарський В.М. Вплив соціальних мереж на корпоративну інформаційну та економічну безпеку // Вісник НУ “Львівська політехніка”. – Львів. – 2012
- Кухарська Н. П., Кухарський В. М. Сканери // Комп'ютер у школі та сім'ї: Науково-методичний журнал / Інститут педагогіки АПН України; Інститут інформаційних технологій і засобів навчання АПН України. - Київ: Фенікс, 2011. - N 1. - С. 23-27
- Кухарська Н. П., Кухарський В. М. Сканери: На допомогу вчителю інформатики // Комп'ютер у школі та сім'ї: Науково-методичний журнал / Інститут педагогіки АПН України; Інститут інформаційних технологій і засобів навчання АПН України. - Київ: Фенікс, 2010. - N 8. - С. 49-53
- Кухарська Н.П, Кухарський В.М. Дяконюк Л.М. Дослідження екологічно-небезпечних наслідків пожеж з використання методів математичного моделювання // Строительство, материаловедение, машиностроение. –Днепропетровск. – 2010. –Вып.52 . – С.108-112
- Савула Я.Г., Мандзак Т.І., Кухарський В.М. Числовий аналіз різновимірних крайових задач адвекції-дифузії у середовищах із тонкими включеннями // Фізико-математичне моделювання та інформаційні технології. – 2008. – Вип.8. – С.149-156
- Гончарук В.Є., Кухарська Н.П., Кухарський В.М., Савула.Я.Г., Торський А.Р., Чапля Є.Я. Математичне і комп’ютерне моделювання впливу негативних екологічних процесів на довкілля // Екологія довкілля та безпека життєдіяльності. – 2007. – №4. – C.90–93
- Кухарський В.М, Кухарська Н.П, Савула Я.Г. Використання гетерогенних математичних моделей до розв’язування задач тепломасоперенесення в середовищах із тонкими неоднорідностями // Фізико-математичне моделювання та інформаційні технології. – 2006. – Вип.4. – С.132-141
- Кухарський В.М., Кухарська Н.П., Савула Я,Г, Мандзак Т.І. Фізико–математичне моделювання процесів тепломасоперенесення в середовищах із включеними тонкими шарами // Вісник Тернопільського державного технічного університету . – 2006. – Т.11, №3. – С.145–152
- Кухарський В.М., Тиличко Л.Р., Сулим Р.І., Кухарська Н.П. Числове розв’язування двовимірних нестаціонарних задач адвекції–дифузії на прямокутній області // Вісник Львівського університету. Серія прикладна математика та інформатика. – 2006. – Випуск 11. – С. 185–192
- Бурак Я.Й., Чапля Є.Я., Кондрат В.Ф., Савула Я,Г., Нагірний Т.С., Грицина О.Р., Чернуха О.Ю., Мороз Г.І., Копитко М.Ф., Кухарський В.М., Червінка К.А., Боженко Б.Л., Дяконюк Л.М. Фізико- математичне моделювання та дослідження нерівноважних процесів у деформівних локально-неоднорідних багатокомпонентних твердих тілах // Фундаментальні орієнтири науки. Збірник статей за матеріалами проектів ДФФД. Київ: Академперіодика. -2005. – С. 103-119
- Кухарська Н.П., Кухарський В.М. Математичне моделювання напружено–деформованого стану конструкцій// Пожежна безпека. – 2004. №4. С. 131–137
- Савула Я.Г., Мандзак Т.І., Кухарський В.М., Дяконюк Л.М. Числове дослідження процесів поширення субстанції у неоднорідних пористих середовищах // Механіка середовища, методи комп’ютерних наук та моделювання. – 2004.– T.1.– С. 55–64
- Копитко М.Ф., Кухарський В.М., Савула Я.Г. Математичне моделювання та числове дослідження процесів у пористих середовищах// Моделювання та інформаційні технології. – 2002. –Вип.19. – С. 192–198
- Кухарський В.М., Савула Я.Г., Головач Н.П. Стабілізація розв’язків задач адвекції–дифузії з великими числами Пекле, отриманих засобами методу скінченних елементів // Моделювання та інформаційні технології. – 2002. – Вип.15. – С. 3–14
- Кухарський В.М., Савула Я.Г., Копитко М.Ф. Чисельне дослідження задач адвекції–дифузії у середовищах із включеними тонкими криволінійними шарами // Волинський математичний вісник.– 2001.– Вип. 8.– С. 86–92
- Кухарський В., Савула Я. Дослідження варіаційних задач адвекції-дифузії у середовищах із тонкими неоднорідностями // Вісник Львівського університету. Серія прикладна математика та інформатика. – 2000. – Вип. 2. – С. 155-162

Проекти.
Учасник і член правління громадської організації «Лабораторія ідей [Архівовано 2 жовтня 2016 у Wayback Machine.]» створеної за підтримки україно-шведського проекту «University Business Development Centre [Архівовано 26 грудня 2015 у Wayback Machine.]» 2005—2009. Діяльність націлена на створення і підтримку університетського центру розвитку підприємницької освіти та інновацій.
Учасник міжнародного проекту 144742-TEMPUS-2008-DE-JPHES «Educational Centers’ Network on Modern Technologies of Local Governing — creating of training centers of information and e-goverment technology studying for employees of local government administrations [Архівовано 26 грудня 2015 у Wayback Machine.]». Діяльність пов'язана зі — створенням та підтримкою навчального центру інформаційних технологій та електронного урядування для співробітників місцевих державних адміністрацій.
Учасник угорсько-української проекту M492-2003 «Modelling of ground contamination by means of plant protection by using novel computer technologies [Архівовано 26 грудня 2015 у Wayback Machine.]». Діяльність пов'язана з комп'ютерне моделюванням процесів забруднення ґрунту складної структури.
Учасник міжнародного проекту 530601-TEMPUS-1-2012-1-PL-TEMPUS-SMHES «INARM: Informatics and Management: Bologna-Style Qualification Frameworks [Архівовано 26 грудня 2015 у Wayback Machine.]». Діяльність пов'язана з розробкою галузевих рамок кваліфікацій в галузі інформатики.
Координатор міжнародного проекту 530181-TEMPUS-1-2012-1-DE-TEMPUS-SMGR «INURE: Integrated University Management System: EU Experience On NIS Countries’ Ground [Архівовано 26 грудня 2015 у Wayback Machine.]» — розробка концепції інтегрованої інформаційної системи управління університетом.
Координатор міжнародного проекту ERASMUS+ 562013-EPP-1-2015-1-PL-EPPKA2-CBHE-SP «QUAERE: Quality Assurance System in Ukraine: Development on the Base of ENQA Standards and Guidelines’ Ground [Архівовано 26 грудня 2015 у Wayback Machine.]» — Система забезпечення якості освіти в Україні: розвиток на основі європейських стандартів та рекомендацій.